# Eugeen Albert d'Allamont
Eugenius Albertus d'Allamont (Brussel, 1609 - Madrid, 28 augustus 1673) was de vijfde bisschop van Roermond van 1659 tot 1666. Van 1666 tot 1673 was hij de negende bisschop van Gent. Zijn wapenspreuk was: Patiens esto (Wees geduldig).

## Levensloop
Eugeen Albert d'Allamont was de zoon van Jan IV d'Allamont en Agnes de Merode.
Hij was graaf van Brandeville,  baron van Buzij, heer van Allamont, Malandry, Ansart en Blagny.
Hij werd gedoopt door kardinaal Alfonso de la Cueva. Albrecht van Oostenrijk en Isabella van Spanje hielden hem boven het doopvont en gaven hem hun naam (Isabella's derde voornaam was Eugenia).
D'Allamont studeerde in Luxemburg, Trier, Mainz en Leuven. Hij nam dienst in het leger van aartshertog Leopold en woonde in 1648 de slag bij Lens bij, waar hij werd gevangengenomen, net zoals zijn broer Jean V d'Allamont. Na zijn vrijlating trad hij in dienst van de Kerk.
In 1653 werd hij als kanunnik benoemd aan het kathedrale kapittel van Luik en op 20 september 1654 werd hij priester gewijd.

## Bisschop

### Bisschop van Roermond
In 1659 werd hij door Filips IV van Spanje bisschop van Roermond benoemd en deze benoeming werd bekrachtigd door paus Alexander VII bevestigd en op 11 juni 1659 nam hij bezit van de bisschopszetel van Roermond. Op 23 juni werd hij officieel tot bisschop gewijd in Mechelen door aartsbisschop Andreas Creusen, die eerder ook bisschop van Roermond was. Hij was toen 50 jaar. Zijn wapenspreuk was patiens esto (Wees geduldig).
Op 11 april 1661 werd de bisschopszetel en kapittel van Roermond van de te klein geworden heilige Geestkerk overgeplaatst naar de parochiekerk van Sint Christoffel en Lambertus, de huidige Sint-Christoffelkathedraal.
Op 6 juli 1663 besloot de Raad van Brabant na een rechtszaak dat het de bisschop geoorloofd was om geldstraffen op te leggen.

#### Apostolisch administrator van s-Hertogenbosch
's-Hertogenbosch kwam na het Beleg van 's-Hertogenbosch bij de Republiek der Zeven Verenigde Nederlanden en mocht geen bisschop meer hebben. Sinds 1648 was er een apostolisch vicaris die de zielzorg leidde. In 1664 was er een sedisvacatie en werd d' Allamont door paus Alexander VII aangesteld om het ambt van apostolisch administrator, naast zijn bisschopsambt te dragen. Hij kreeg na een bezoek aan Den Haag een vrijgeleide om de steden Grave en Nijmegen en het platteland te bezoeken en ook in 's-Hertogenbosch zijn bisschoppelijke bediening uit te oefenen.
Op 31 mei 1665 (feest van de heilige Drievuldigheid) werd tijdens de kermisprocessie een vreugdeschot gelost waardoor een rieten dak in brand vloog en door de wind stond op korte tijd gans Roermond in brand, waarbij ook het paleis van de bisschop in vlammen opging. Alleen de pauselijke bullen ter oprichting van het bisdom wist hij ijlings in veiligheid te brengen. 1100 huizen en de meeste kloosters werden in de as gelegd. Hij ging enkele dagen wonen in kasteel Daelenbroeck, maar vanaf 15 juni vertrok hij naar Brussel waar hij meestal verbleef.

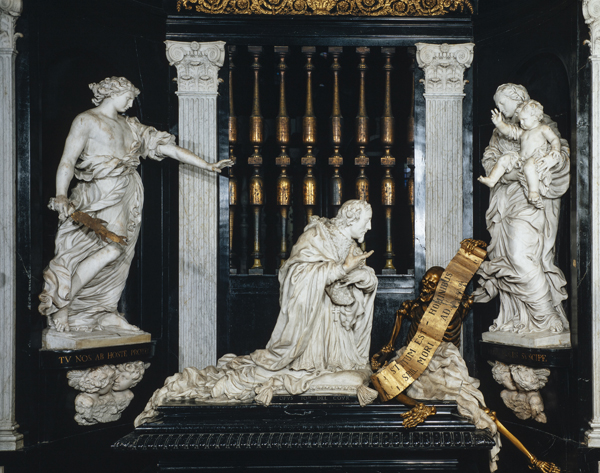
Detail grafmonument Sint-Baafskathedraal

### Bisschop van Gent
Per 1 februari 1666 werd hij door Karel II van Spanje benoemd tot bisschop van Gent. Paus Alexander VII bevestigde deze benoeming op 7 juni, op 4 juli nam hij per procuratie bezit van zijn bisschopszetel en op 29 oktober werd hij ingehuldigd.
In 1668 kreeg hij Nicolas French (die op 6 februari 1645 bisschop van Ferns was geworden, maar het Koninkrijk Ierland in 1661 had moeten ontvluchten), als hulpbisschop.
In 1669 wijdde hij drie Ierse priesters tot bisschop:
- Peter Talbot (als co-consecrator van bisschop Marius Ambrosius Capello, in de Onze-Lieve-Vrouwekathedraal van Antwerpen) op 9 mei, na op 11 januari tot bisschop van het Aartsbisdom Dublin te zijn benoemd.
- James Lynch (in de Sint-Baafskathedraal) op 16 mei, na op 8 maart tot bisschop van het Aartsbisdom Tuam te zijn benoemd.
- Oliver Plunkett (in de Sint-Baafskathedraal) op 30 november, na op 9 juli tot bisschop van het Aartsbisdom Armagh te zijn benoemd. Deze laatste werd in 1975 heilig verklaard.

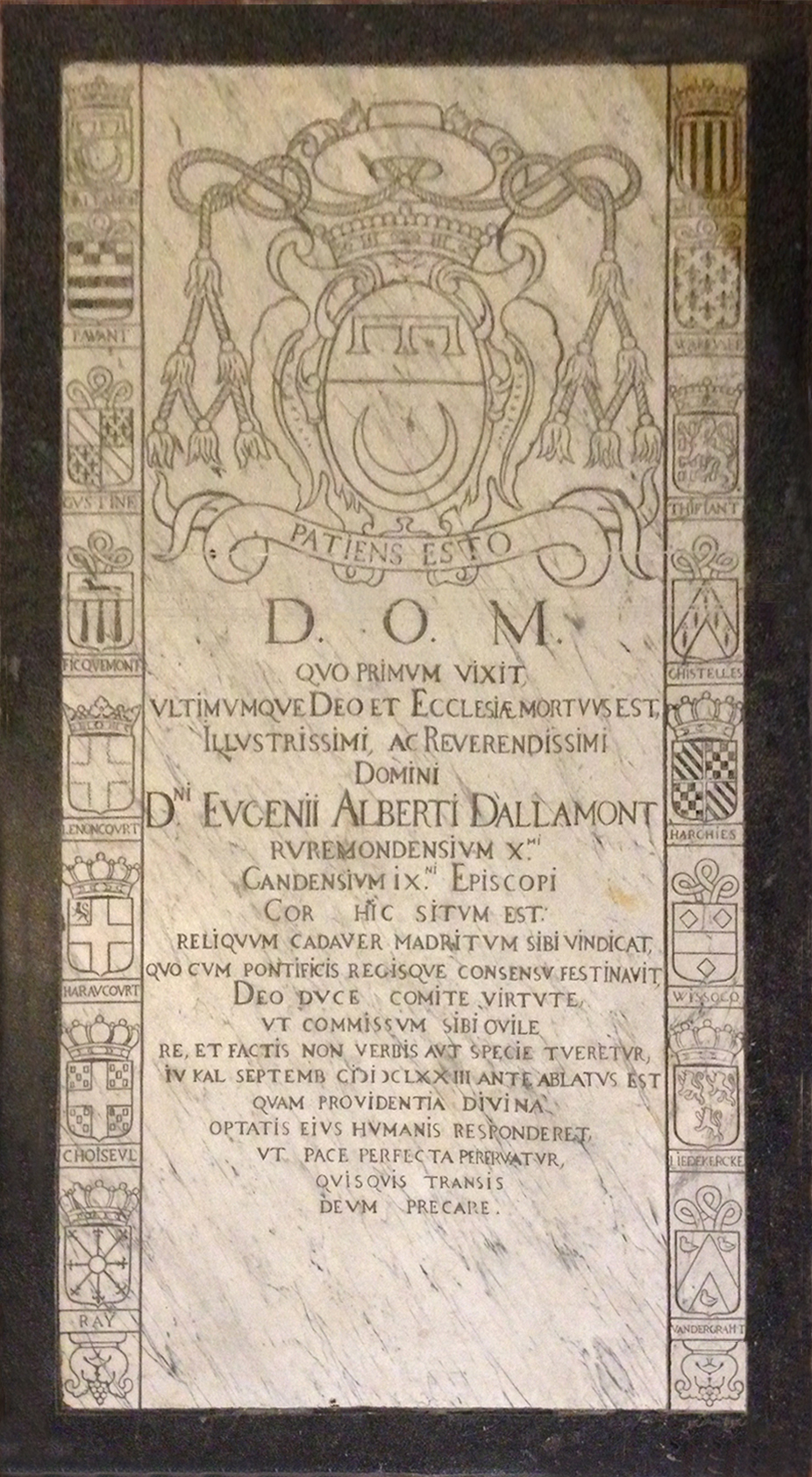
Grafplaat bisschop Eugeen Albert d'Allamont

Op 22 november 1671 wijdde hij de Ierse dominicaan Dominic Burke tot bisschop van het Bisdom Elphin in Ierland.
Op 31 maart 1673 (hij was toen 64 jaar) ondernam hij een reis naar Spanje om er bij de koning verslag uit te brengen over de toestand van de katholieke kerk in de Nederlanden en om van het Spaanse hof vrijstelling te bekomen van de 6.000 florijn die koning Filips IV ten laste van het bisdom Gent aan dit van Roermond toegekend had en waarvan de Republiek der Zeven Verenigde Nederlanden een groot deel voor zich hield. Zijn vraag werd gunstig beantwoord.
In Madrid overleed hij op 28 augustus 1673 ten gevolge van dysenterie. Volgens zijn wens werd hij er begraven in het Sint-Andries hospitaal en zijn hart werd naar Gent overgebracht om er tijdens een plechtigheid, voorgegaan door François de Baillencourt (bisschop van Brugge), in de crypte van de Sint-Baafskathedraal bijgezet te worden. Toen het Sint-Andrieshospitaal twee eeuwen later werd afgebroken verdween ook zijn graf aldaar.
Zijn praalgraf (gemaakt door Jean Del Cour) bevindt zich links in het hoogkoor van de Sint-Baafskathedraal.